# 盾蕨
盾蕨（学名：Neolepisorus ovatus）为水龙骨科盾蕨属下的一个种。